# Dư luận xã hội học
Dư luận xã hội học (tiếng Anh: Socionomics) là một môn khoa học mới.

## Lịch sử
Trong năm 1979, Prechter mặc nhiên công nhận rằng tâm trạng xã hội thúc đẩy hành vi tài chính, kinh tế vĩ mô và chính trị, trái ngược với quan niệm thông thường rằng những sự kiện như vậy dẫn dắt tâm trạng xã hội. Mô tả của ông về tâm trạng xã hội như người điều khiển của các xu hướng văn hóa đạt đến một đối tượng quốc gia trong một bài báo năm 1985 bao gồm trong Tạp chí Barron. Prechter đặt ra thuật ngữ "socionomics" và năm 1999 đã công bố một cuộc triển lãm của lý thuyết socionomic Nguyên tắc sóng của hành vi xã hội con người. Năm 2003, ông xuất bản một tuyển tập các công trình thực nghiệm trong lĩnh vực này, Các nghiên cứu tiên phong trong Socionomics.
Kể từ đó, tiền đề phản trực giác của các giả thuyết socionomic—rằng tâm trạng xã hội dẫn dắt đặc tính của các sự kiện xã hội—đã đạt được sự chú ý trong các tạp chí chuyên ngành, sách, nhà xuất bản phổ thông, các viện đại học, các hội thảo học thuật và trong nghiên cứu được tài trợ bởi National Science Foundation. The Socionomics Institute hosts an annual conference each April in Atlanta GA regarding social mood. Các cuộc hội thảo đã bao gồm các bài thuyết trình từ các viện nghiên cứu, các tác giả và các chuyên gia tài chính như Richard L. Peterson, Tobias Preis, Johan Bollen, John Casti, Lưu trữ ngày 9 tháng 11 năm 2012 tại Wayback Machine Michelle Baddeley, Lưu trữ ngày 3 tháng 2 năm 2013 tại Wayback Machine Todd Harrison, Eric Gilbert và Robert Prechter.